# テリジノサウルス

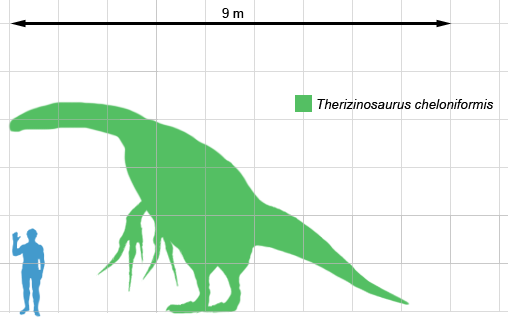
ヒトとの大きさ比較

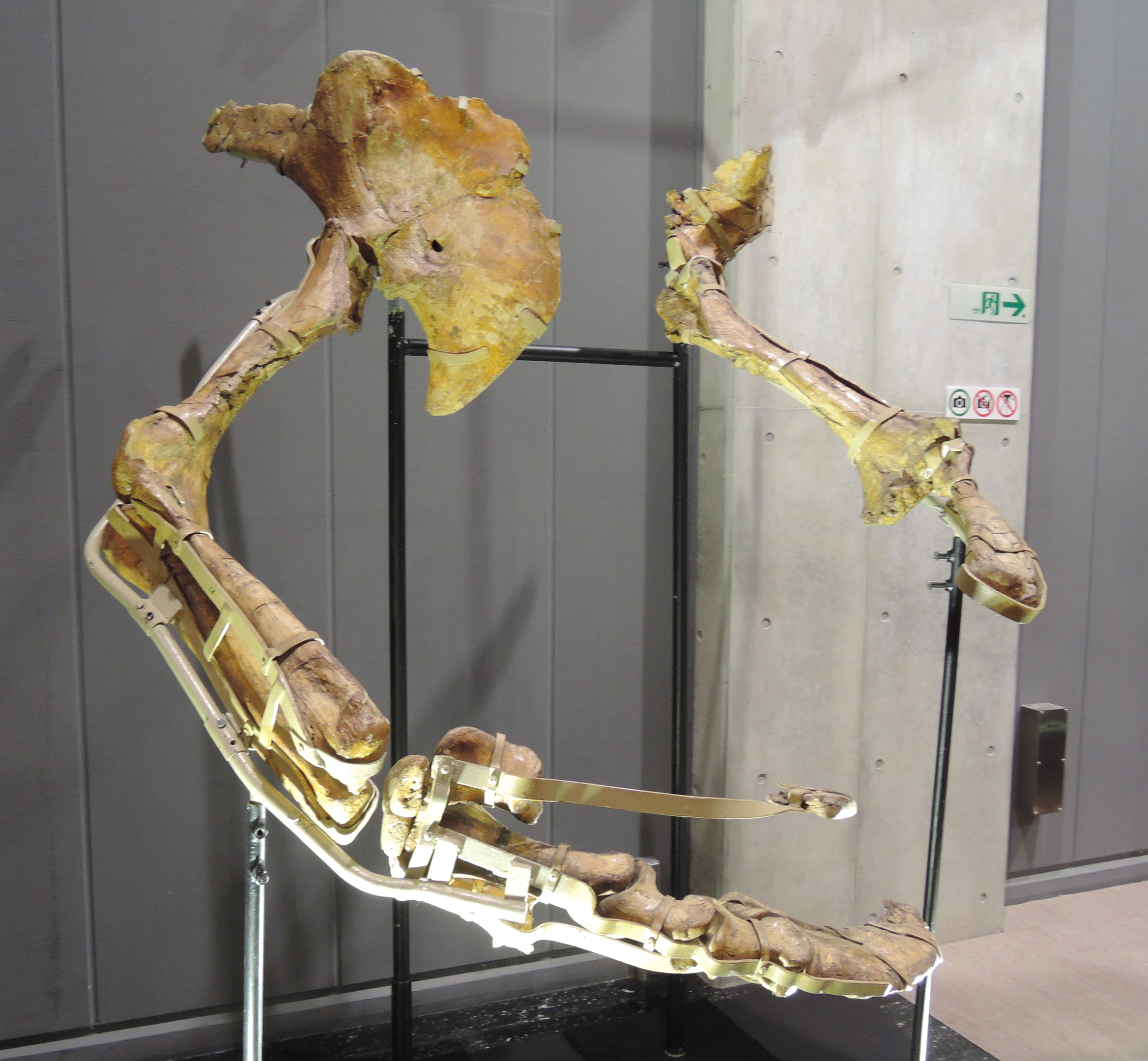
前足の化石

テリジノサウルス（Therizinosaurus）は、中生代白亜紀後期 (約7,000万年前)にモンゴル、カザフスタンに生息していた恐竜の一種。名前は「刈り取りをするトカゲ」を意味し、前肢の巨大なツメを“刈り取り用の大鎌”に見立てた命名である。因みに種小名のcheloniformisは「カメのような姿の」と言う意味で、後述の前脚化石と共に幅広の肋骨化石が見つかり、カメのような姿に復元された事に由来する。推定全長8 - 11メートル。「テリズィノサウルス」、「ティリジノサウルス」とも呼ばれる。
1948年に、全長2メートルもの巨大な前脚が、不完全な後脚、幅の広い肋骨と共に発見された。その腕についた末節骨の入った「かぎ爪」は70センチにも達し、生存時は表面に角質（ケラチン質）のサヤがついて90センチほどになったと見られている。ちなみにこの巨大なかぎ爪は当時同じ時代・場所に生息していたタルボサウルスなどの肉食恐竜から身を守るために使ったという説やこの爪で木をなぎ倒しその葉を食べるのに使ったという説などはっきりとどう使ったかはまだ分かっていない。この巨大な前足から、当初は「超巨大肉食恐竜である」「アリクイのように巨大なツメで昆虫を掘り起こして食べる恐竜である」などと推測された。また、幅の広い肋骨からカメのような姿に復元されたこともある。

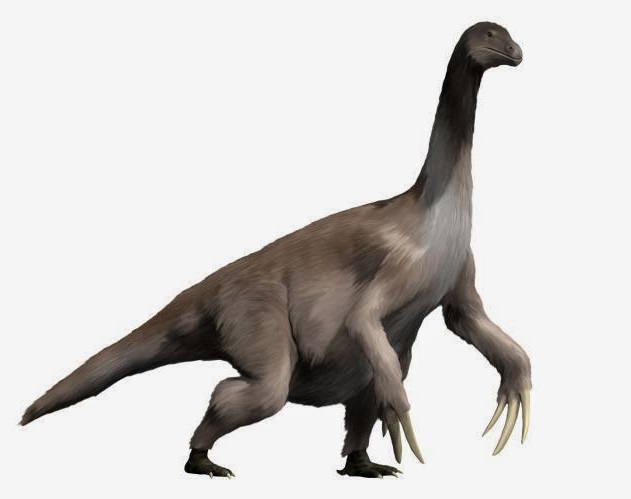
想像図

その後、1988年のアラシャサウルスのほぼ完全な骨格の発見により、その正体がようやく明らかになった。テリジノサウルス自身は獣脚類に属するが、動きの鈍い植物食恐竜であったと見られている。獣脚類は普通、3本の指を接地させ歩行し、4本目の指は退化する傾向にあるが、テリジノサウルスの場合、後肢は4本の指を接地させて歩いたと考えられる。原始的なテリジノサウルスであるベイピアオサウルスでは4本目の指が退化したままであり、進化の過程で再び4本目の指が発達していったものと考えられる。この種には原始的ながら羽毛があった痕跡が残されていた。
ちなみに、テリジノサウルス科に属する恐竜は側面に腕を広げられ、鳥が羽ばたくような動きも可能な腕構造を持っていたが、なぜこのような進化を遂げたのかはよくわかっていない。また、食性についても植物食であるという直接の証拠は少なく、魚食性であったとする説もある。

## 分類体系
- 恐竜 Dinosauria
  - 竜盤類 Saurischia
    - 獣脚類 Tetanurae
      - テタヌラ類 Tetanurae
        - コエルロサウルス類 Coelurosauria
          - アルクトメタターサリア類 Arctometatarsalia / Ornithomimiformes
            - テリジノサウルス類 Therizinosauridae